# Dermatobranchus fortunatus
Dermatobranchus fortunatus is een slakkensoort uit de familie van de Arminidae. De wetenschappelijke naam van de soort is voor het eerst geldig gepubliceerd in 1888 door Bergh.